# Programa de Naciones Unidas para los Asentamientos Humanos
El Programa de Naciones Unidas para los Asentamientos Humanos (ONU Hábitat) es una agencia de las Naciones Unidas, con sede en Nairobi, que tiene el objetivo de promover ciudades y pueblos social y ecológicamente sostenibles.
La agencia fue establecida en 1978 después de la conferencia Hábitat I, desarrollada en Vancouver, Canadá. Entre su creación y el periodo 1997-2002 la agencia dispuso de pocos medios y sus objetivos no estuvieron muy claros, sin embargo, la agencia intentó mejorar las condiciones de vida en las ciudades, especialmente, de países en vías de desarrollo. En el periodo 1997-2002 la agencia vivió una notable revitalización. De 2005 a 2010, su directora ejecutiva fue la tanzana Anna Kajumulo Tibaijuka y desde octubre de 2010 hasta 2017, el español Joan Clos.  En diciembre de 2017, fue elegida la malaya Maimunah Mohd Sharif como nueva directora ejecutiva, quien asumió la responsabilidad en enero de 2018 y fungió en el cargo hasta 2024. Desde 2024, la directora ejecutiva es la brasileña Anacláudia Rossbach.